# Helmut Maletzke

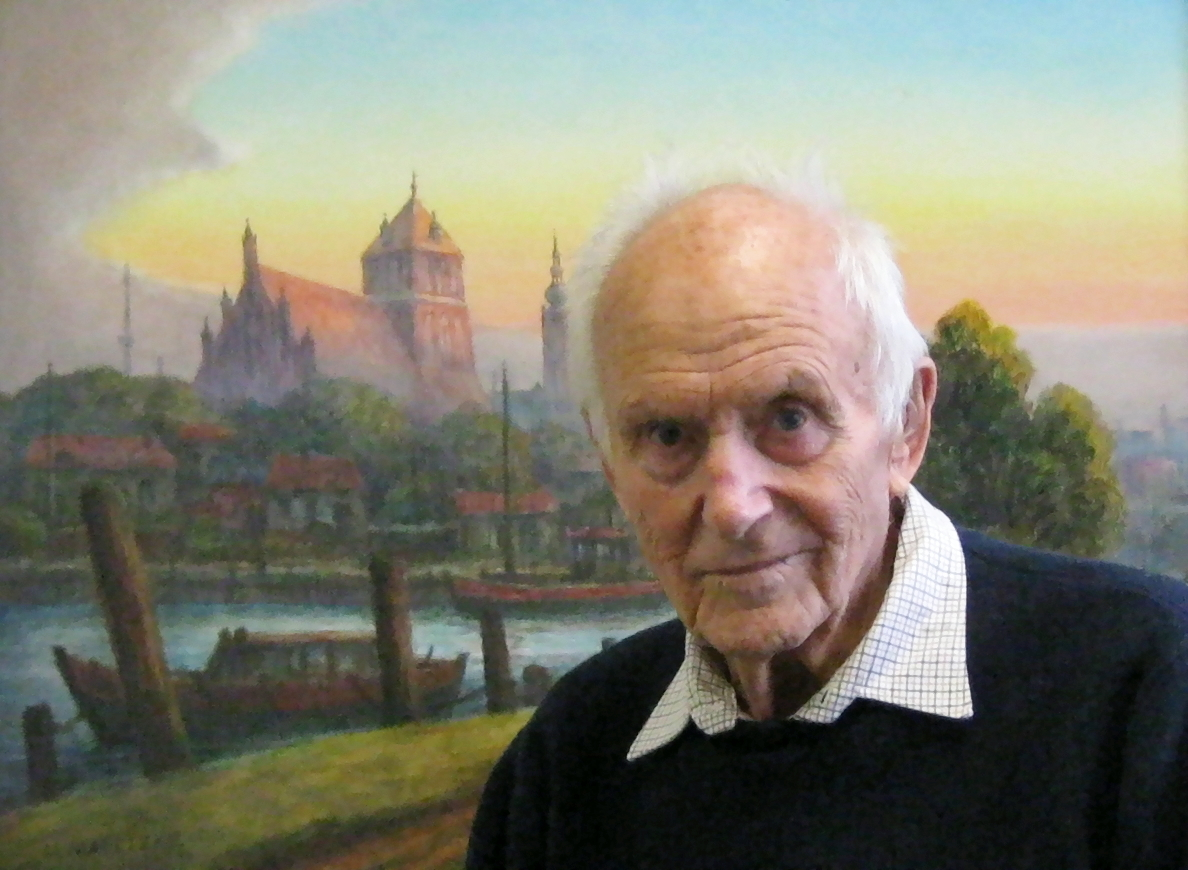
Helmut Maletzke, im Mai 2016

Helmut Maletzke (* 8. Oktober 1920 in Neustettin; † 15. Oktober 2017 in Greifswald) war ein deutscher Maler, Grafiker und Schriftsteller.

## Leben
Drei Jahre nach der Geburt Helmut Maletzkes zog seine Familie von Neustettin nach Kolberg, wo sein Vater, ein Volksschullehrer, 1926 starb. 1939 legte Helmut Maletzke sein Abitur ab und wurde anschließend zum Reichsarbeitsdienst eingezogen. Im gleichen Jahr wurde er einberufen und war bis 1945 Soldat. Mehrfach verwundet, studierte er während seiner Lazarettaufenthalte drei Semester Jura an der Universität Greifswald.
Nach Kriegsende arbeitete er freischaffend als Grafiker in Greifswald, wo er mit seiner Frau Ursula eine Grafikwerkstatt für Werbearbeiten gründete. Im Jahr 1946 gründete er mit Nikolaus Zaske die Künstlergruppe „Die Buhne“, der u. a. auch Hans Prütz beitrat und die Ausstellungen veranstaltete. Von 1947 bis 1957 arbeitete er an der Chirurgischen Klinik der Universität Greifswald als wissenschaftlicher Zeichner. Um diese Zeit freundete er sich mit dem ehemaligen Greifswalder Stadtkommandanten Rudolf Petershagen an und lernte den Usedomer Maler Otto Niemeyer-Holstein kennen.
1950 wurde er Mitglied des Verbands Bildender Künstler der DDR, dem er bis 1990 angehörte. In den Jahren 1951 bis 1953 besuchte er in Greifswald Seminare bei den Professoren Herbert Wegehaupt und Herbert Schmidt-Walter. Anschließend studierte er bis 1957 Kunstgeschichte am „Caspar-David-Friedrich-Institut“ der Greifswalder Universität.
1953 war Helmut Maletzke erstmals im Bereich der baugebundenen Kunst im Greifswalder Rathaus tätig, wo er im Sitzungssaal ein großes Wandbild mit dem Thema „Das mittelalterliche Greifswald“ gestaltete. Erste eigene Ausstellungen richtete er 1959 in Greifswald, Schwerin und Magdeburg aus. 1960 unternahm er auf dem Frachtschiff Magdeburg eine viermonatige Reise, die ihn nach Afrika und Ostasien führte. In der Folgezeit führte er fast ausschließlich baugebundene Arbeiten aus, dazu gehörte auch die Gestaltung von Schiffsneubauten auf der Mathias-Thesen-Werft in Wismar. Es kam nach wiederholten Auseinandersetzungen mit Kulturfunktionären der DDR zu ernsthaften Konflikten. Ein Wandbild für die Schiffbautechnische Fakultät der Universität Rostock, mit dessen Vorlage er einen Wettbewerb gewonnen hatte, durfte er nicht ausführen. Weiterhin leitete der Staatliche Berufsverband ein Berufsverbotsverfahren gegen ihn ein. Am 6. April 1961 suchte ihn ein Offizier des Ministeriums für Staatssicherheit (MfS) auf. Helmut Maletzke erklärte sich ihm gegenüber schriftlich bereit, begrenzt auf sein kulturpolitisches Anliegen, seine kritischen Vorstellungen und Fakten mitzuteilen. Als Folge der fortgesetzten kulturpolitischen und künstlerischen Widersätzlichkeiten verbot ihm am 7. Februar 1972 der Zentralvorstand des VBK wegen „Verbildung des Bewusstseins der Menschen“ die weitere Arbeit. Aufgrund des Ansehens seiner Kunst im Ausland wurde 1973 zwar von einem totalen Ausschluss Abstand genommen, jedoch durfte Maletzke nicht mehr Arbeiten für öffentliche Räume ausführen. Die Mitgliedschaft im VBK blieb bestehen. Diese materiell schwerwiegende Einschränkung führte zu einer Zäsur in seinem Schaffen. Der Maler begann jetzt, privat und in eigenem Auftrag großformatige Ölbilder zu malen, die sich nun zielgerichtet mit den weltanschaulichen Problemen befassten. Natürlich konnte er diese Arbeiten kaum auf den staatlichen Ausstellungen präsentieren – wo er es wagte, erfolgten Verrisse und Verunglimpfungen –, doch bot ihm fortan die Evangelische Kirche in vielfältiger Weise die Möglichkeit, in ihren Räumen auszustellen. Dies geschah unter anderem in der Katharinenkirche, der Jenaer Stadtkirche, der Stralsunder Marienkirche und im Magdeburger Dom. Gleichzeitig – gewissermaßen als Ausgleich zu den herben kritischen Ölbildern – konzentrierte sich Maletzke auf das Gebiet der Landschaftsmalerei. Nach allgemeiner Einschätzung war er hier vor allem in der Aquarelltechnik besonders erfolgreich.
Als Helmut Maletzke bewusst wurde, dass das Ministerium für Staatssicherheit ihm bei der Lösung kulturpolitischer Probleme nicht behilflich sein konnte oder wollte, sondern ihn für eigene Zwecke ausnutzte, kündigte er das Verhältnis am 13. Oktober 1977. Doch gab das Ministerium für Staatssicherheit den Kontakt danach nicht völlig auf. Er wurde noch mehrfach aufgesucht.
1977 erhielt er die Genehmigung, eine Grafikausstellung bei der Galerie Hüning im westfälischen Münster auszurichten, die Fahrt zur Eröffnung wurde ihm jedoch untersagt. 1985 gestaltete er die Gedenktafel in der Greifswalder Marienkirche für die im Zweiten Weltkrieg Gefallenen zu einem Mahnmal gegen den Krieg um.
Maletzke hatte in der DDR eine bedeutende Anzahl von Einzelausstellungen und war auf wichtigen zentralen Ausstellungen vertreten, u. a. 1958/1959, 1962/1963, 1967/1968 und 1987/1988 auf den Deutschen Kunstausstellungen bzw. Kunstausstellungen der DDR in Dresden.
Nach der Wende erhielt Helmut Maletzke Einladungen zu zahlreichen Auslandsausstellungen, unter anderem nach New York, Los Angeles, Paris und St. Petersburg. Von 1994 bis 2002 leitete er Kurse an der Greifswalder Volkshochschule. 1997 konnte er seinen bereits 1987 fertiggestellten autobiografischen Roman „Signum B. T.“ veröffentlichen. Im gleichen Jahr erschien auch ein Erzählband und er gründete die Greifswalder Kunsthalle „Pommernhus“, als deren ehrenamtlicher Leiter er nationale und internationale Ausstellungen organisierte.
Maßgeblich wirkte Helmut Maletzke bei der Neugründung des „Pommerschen Künstlerbundes e. V.“ in Ostdeutschland mit, dessen Vorsitzender für den gesamtdeutschen Verband er von 1997 bis 2002 war. Im Jahr 2000 wurde er erster Sprecher der Ortsgruppe der Freischaffenden Bildenden Künstler Greifswalds. Er gehörte 2002 zu den Mitbegründern des deutsch-polnischen Künstlerbundes „Ars Pomerania“. 2004 gründete er das Kunsthaus „Neues Pommernhus“ in Greifswald, das er ehrenamtlich leitete. Im selben Jahr richtete er die „Helmut-Maletzke-Stiftung“ ein. Anlässlich seines 85. Geburtstages fand im Pommernhus mit 120 Werken die größte Ausstellung seiner Arbeiten statt. Helmut Maletzke hatte in 22 Ländern eigene Ausstellungen und Ausstellungsbeteiligungen. Bei 11 künstlerischen Wettbewerben erhielt er Preise.

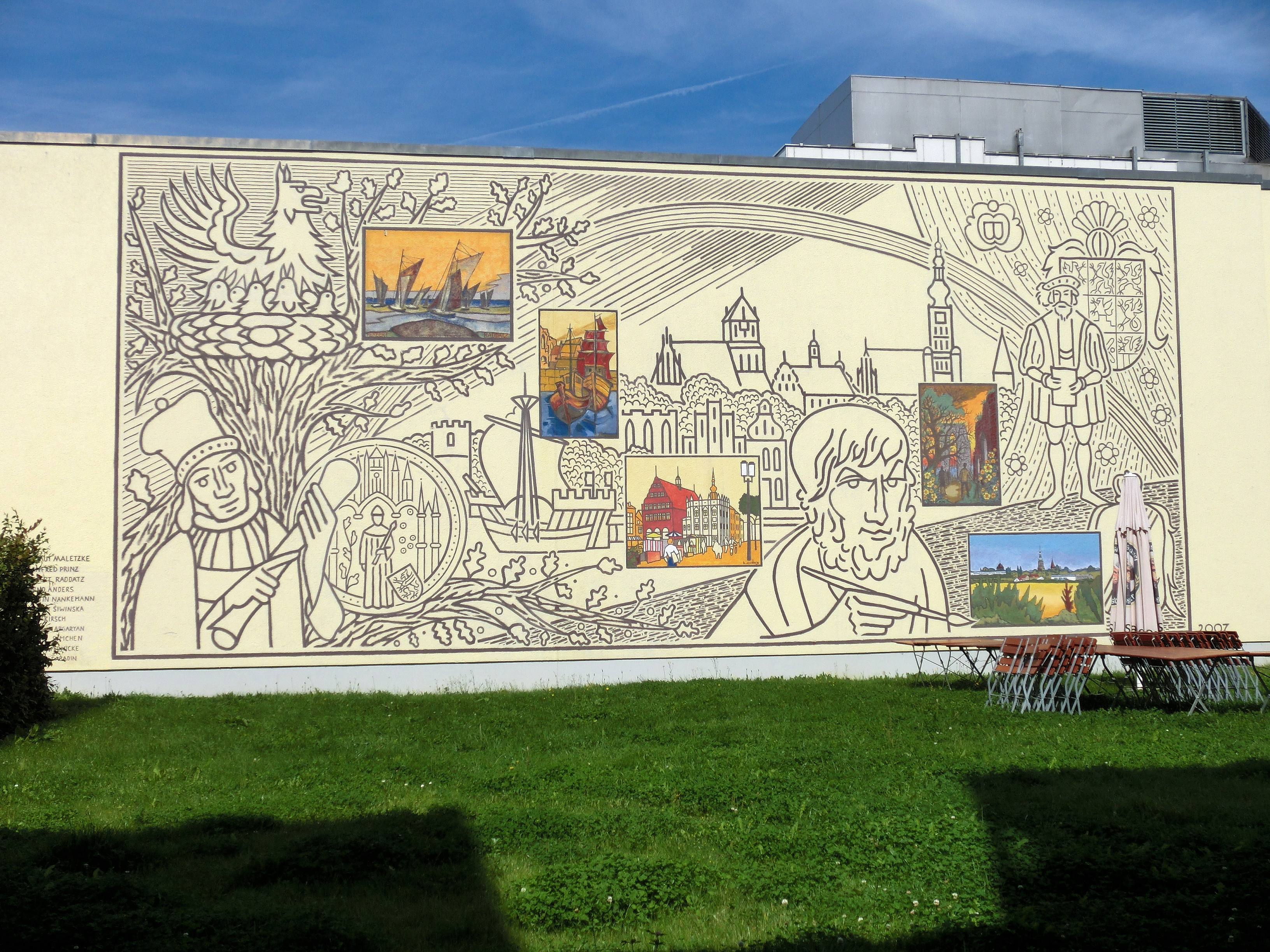
Wandbild in der Lappstraße

Im Jahre 2008 gestaltete er mit einem deutsch-polnischen Künstlerkollektiv nach seinem Entwurf in der Greifswalder Lappstraße ein 30 Meter großes Wandbild zum Thema „Greifswald und seine Vergangenheit“. Im Jahr 2010 entstand auf seine Initiative und unter seiner Leitung das erste skulpturale Denkmal für Caspar David Friedrich. Es wurde von dem Bildhauer Claus Görtz geschaffen. Das Denkmal wurde anlässlich des 170. Todestages von Caspar David Friedrich am 8. Mai 2010 feierlich eingeweiht.
Im März 2011 regte Helmut Maletzke die Neugründung der einstmals aufgelösten Künstlergruppe „Die Buhne“ an.

## Helmut Maletzke und der Norddeutsche Rundfunk
Anlässlich des 90. Geburtstags von Helmut Maletzke, am 8. Oktober 2010, berichtete der Norddeutsche Rundfunk, dass Helmut Maletzke Inoffizieller Mitarbeiter des Ministeriums für Staatssicherheit war. Laut einer circa 800-seitigen IM-Akte hatte er sich bereits am 6. April 1961 zur Zusammenarbeit mit der Staatssicherheit bereit erklärt. Unter dem Decknamen „Erwin Schreiber“ wurden Berichte Maletzkes über den Verband Bildender Künstler im Raum Greifswald, andere Künstler, seine Auslandsreisen und auch über seine eigene Entwicklung gesammelt. Auf Nachfrage des NDR räumte Maletzke, der sich laut Akte letztmals am 19. September 1989 mit seinem Führungsoffizier traf, aktive Kontakte mit der Staatssicherheit ein. Er hatte nach eigenen Angaben angenommen, dadurch Missstände auf dem kulturellen Gebiet ändern zu können, indem er über die Vergabe von baugebundenen Auftragswerken berichtete. Ihm sei jedoch nicht bekannt gewesen, dass er als IM unter einem Decknamen geführt worden sei. Außerdem habe er am 13. Oktober 1977 das Verhältnis aufgekündigt, wurde jedoch nur teilweise davon befreit. Bis heute sind von allen diesen keinerlei konkrete Folgen bekannt außer Verweigerungen des MfS bei der Genehmigung beruflicher Reisen in die BRD im Jahr 1977 und ähnliche Benachteiligungen von Seiten der Behörde. Der ganze Bericht erzählte nur einen Teil der Geschichte. Die Sicht Helmut Maletzkes wurde hierbei nicht berücksichtigt.
Wegen dieses Berichts sagte der Oberbürgermeister der Hansestadt Greifswald, Arthur König, eine zum 90. Geburtstag geplante Ausstellung mit Maletzkes Bildern im Greifswalder Rathaus ab. Eine zweite Geburtstagsausstellung in der Greifswalder Marienkirche fand jedoch statt. Im Jahr 2011 trennte sich der Pommersche Künstlerbund, der sich schon 2010 von Maletzke distanziert hatte, vom Pommernhus und der Maletzke-Stiftung. Da das Verhältnis zum Pommerschen Künstlerbund bereits vor dem Oktober 2010 problematisch war und zu zahlreichen Diskrepanzen führte, kündigte Helmut Maletzke im November 2010 seine seit 1996 bestehende Mitgliedschaft.
Durch den Bericht des NDR entstand ein angespanntes Verhältnis zu dem Sender, welches vorher gut war.

## Mitgliedschaften und Auszeichnungen
- 1951–1989: Mitglied im VBK
- 1952: Ehrenmitglied der Medical Illustrators Association / USA[10]
- 1981: Verdienstmedaille der DDR
- 1986: Johannes-R.-Becher-Medaille in Silber
- 1989: Mitglied im BBK (Bund Bildender Künstler)
- 1994: Gewähltes Mitglied der ArtAssociation Harrisburg/USA
- 1995: Ehrenplakette der Stadt Los Angeles
- 1996–2011: Mitglied im Pommerschen Künstlerbund e. V. (Mitgliedschaft endete am 31. Dezember 2011 nach Kündigung von Helmut Maletzke am 3. November 2010)
- 1996: Ehrung mit dem Pommerschen Kulturpreis
- 1998: Von der Bernd-Rosenheim-Stiftung zu einem der 10 besten deutschen Zeichner gewählt
- 2003: Eintragung in das Goldene Buch der Stadt Greifswald
- 2005: Ehrenmitglied des Verbandes deutscher Schriftsteller (VS)
- 2014: Auszeichnung für ehrenamtliche Leistungen im Landkreis Vorpommern-Greifswald
- Preisträger bei 11 künstlerischen Wettbewerben

## Literarische Veröffentlichungen
- 1997: Der 1987 vollendete autobiografische Roman „Signum B.T.“ und der Erzählband „Styx“
- 1998: Bildband „Schmierskizzen“
- 2001: Illustrierter Lyrikband „Aus dem Dunkel“
- 2003: Illustrierter Lyrikband „manchmal“
- 2004: Erzählband „Blick auf Greifswald“
- 2005: Erzählband „Meine art des Reisens“
- 2006: Autobiografie „Wege eines Malers“
- 2007: „Malerfibel“
- 2009: Illustrierter Lyrikband „Im Licht“
- 2010: Illustrierter Lyrikband „Lied der Gäa“, Klatschmohn-Verlag, Bentwisch/Rostock
- 2012: Biografischer Bericht „Befragte Vergangenheit“
- 2013: Illustrierter Erzählband „Kreuz und quer und mittendurch“
- 2013: Illustrierter Lyrikband „Ich bin“
- 2013: Illustrierter Lyrikband „Albernheiten“
- 2013: Beteiligung an mehreren Anthologien
- 2014: Bildband „Zeichnungen“
- 2015: Illustrierter Erzählband „Kongress mit Lucifer“
- 2016: Uns zur Freude
- 2016: Memoiren „Im Schutz Deiner Flügel“
- 2016: Helmuts Gute-Nacht-Reisen
- 2016: Zeichnungen zur Bibel
- 2017: Bilder und Texte zur Reformation
- 2017: 97 Jahre alt – na und!?
- 2017: Erzählband „Der Kapitän bestellt eine Ballerina“
- 2017: Illustrierte Gedichte „Alte und neue Albernheiten“
- 2017: Bildband „Altes Greifswald“

## Reisen
Seit 1960 unternahm Helmut Maletzke mehrwöchige bzw. monatelange Reisen in viele verschiedene Länder (USA, Belgien, Ägypten, Sudan, China, Holland, Russland, Bulgarien, Rumänien, Tschechoslowakei, Jugoslawien, Ungarn, Mongolei, Kuba, Vietnam, Zypern, Nordkorea, Indonesien, Polen, Italien, Frankreich, Spanien, Marokko, Indien, Nepal, Malta, Tunesien, Israel, Schweden, Dänemark, Südafrika, Thailand, Island, Kenia, Mexiko, Österreich, Peru, Chile, Argentinien, Brasilien, Vereinigte Arabische Emirate, Belarus, Türkei, Usbekistan).